# Unterföhring
Unterföhring németországi település, Bajorországban, Münchentől északnyugatra fekszik. Lakosainak száma 11 957 fő (2023. december 31.). Nyugaton az Isar határolja, határos Ismaning és Aschheim településekkel. Egyike Németország legfontosabb médiaközpontjainak, mivel számos kereskedelmi televíziónak és távközlési cégnek van itt a központja vagy kirendeltsége.

## Népesség
| Lakosok száma | 283  | 388  | 684  | 2815 | 5263 | 7500 | 10 547 | 10 948 | 11 296 | 11 957 |
|               | 1785 | 1871 | 1900 | 1950 | 1975 | 2005 | 2012   | 2015   | 2019   | 2023   |

## Gazdaság
A település gazdaságában a legfontosabb szerepet a médiacégek jelentik. Már az 1950-es évektől kezdődően települtek ide vállalatok, melyek részben ilyen profilúak voltak. 1962-ben vette át a Bayerischer Rundfunk és a ZDF a RIVA-Studiost. 1972-ben itt telepedett le a Taurus-Film. 2000 óta itt a székhelye a ProSiebenSat. 1 Media AG-nek. Ugyancsak itt van filmstúdiója a Paramount Pictures Germany leányvállalatnak, a fizetős adásokat szolgáltató Sky Deutschland AG-nak, valamint a távközlési műholdakat üzemeltető ASTRA Deutschland GmbH-nak és a Vodafone Kabel Deutschlandnak.
A médiavállalkozások mellett fontos ágazat még a biztosítás: az Allianz SE mintegy 6000 munkavállalót foglalkoztat helyben, A Swiss Re, a világ egyik legnagyobb viszontbiztosítója 2001 óta szintén rendelkezik itt telephellyel.
A településen van a Münchent is részben ellátó Heizkraft Nord hőerőmű, mely kőszenet és hulladékot használ fűtőanyagként.